# Zerstörergeschwader 141
La Zerstörergeschwader 141 (ZG 141) (141e escadron de chasseur lourd) est une unité de chasseur-bombardier de la Luftwaffe pendant la Seconde Guerre mondiale. 

## Opérations
Le ZG 141 n'a été que partiellement constitué, sans Geschwaderstab (état-major d'escadron) avec seulement les 2 premiers gruppen.
Le ZG 141 met en œuvre des avions Messerschmitt Bf 109D.

## Organisation

### I. Gruppe
Formé le 1er janvier 1939 à Jüterbog-Damm à partir du I./JG 141 avec :
- Stab I./ZG 141 à partir du Stab I./JG 141
- 1./ZG 141 à partir du 1./JG 141
- 2./ZG 141 à partir du 2./JG 141
- 3./ZG 141 à partir du 3./JG 141

Le 1er mai 1939, il est renommé I./ZG 1 avec :
- Stab I./ZG 141 devient Stab I./ZG 1
- 1./ZG 141 devient 1./ZG 1
- 2./ZG 141 devient 2./ZG 1
- 3./ZG 141 devient 3./ZG 1

Gruppenkommandeure (Commandant de groupe) :
| Début            | Fin          | Grade     | Nom                         |
| ---------------- | ------------ | --------- | --------------------------- |
| 1er janvier 1939 | 1er mai 1939 | Hauptmann | Joachim-Friedrich Huth (en) |

### II. Gruppe
Formé le 1er janvier 1939 à Pardubitz  à partir du II./JG 141 avec :
- Stab II./ZG 141 à partir du Stab I./JG 141
- 4./ZG 141 à partir du 4./JG 141
- 5./ZG 141 à partir du 5./JG 141
- 6./ZG 141 à partir du 6./JG 141

Le 1er mai 1939, le II./ZG 141 fait mouvement sur Olmütz et est renommé I./ZG 76 avec :
- Stab II./ZG 141 devient Stab I./ZG 76
- 4./ZG 141 devient 1./ZG 76
- 5./ZG 141 devient 2./ZG 76
- 6./ZG 141 devient 3./ZG 76

Gruppenkommandeure (Commandant de groupe) :
| Début            | Fin          | Grade     | Nom              |
| ---------------- | ------------ | --------- | ---------------- |
| 1er janvier 1939 | 1er mai 1939 | Hauptmann | Günther Reinecke |